# Петар Мандаджиєв
Петар Мандаджиєв (6 листопада 1929 — 2008) — болгарський вершник.
Срібний призер Олімпійських Ігор 1980 року в командній виїздці.